# نوربرت ساندر
نوربرت ساندر (بالإنجليزية: Norbert Sander)‏ هو مسير رياضي وطبيب أمريكي، ولد في 21 أغسطس 1942 في يونكيرس في الولايات المتحدة، وتوفي في 17 مارس 2017.